# Джерабулус
Джера́булус, Джераблу́с (араб. جرابلس‎) — город на севере Сирии, расположенный на территории мухафазы Халеб. Административный центр одноимённого района.
В древности окрестностях Джерабулуса располагался город-государство Каркемиш.

## Географическое положение
Город находится в северной части мухафазы, на правом берегу реки Евфрат, вблизи границы с Турцией. Абсолютная высота — 367 метров над уровнем моря.

Джерабулус расположен на расстоянии приблизительно 95 километров к северо-востоку от Халеба, административного центра провинции и на расстоянии 393 километров к северо-северо-востоку (NNE) от Дамаска, столицы страны.

## Население
По данным официальной переписи 2004 года численность населения города составляла 11 570 человек.

## Статус
Город является главным на территориях, контролируемых Сирийской оппозицией.